# Pseudechinus huttoni
Pseudechinus huttoni är en sjöborreart som beskrevs av Benham 1908. Pseudechinus huttoni ingår i släktet Pseudechinus och familjen Temnopleuridae. Inga underarter finns listade i Catalogue of Life.